# Golubkina (cráter)
Golubkina es un cráter de impacto en el planeta Venus de 28,4 km de diámetro. Lleva el nombre de Anna Golubkina (1864-1927), escultora rusa, y su nombre fue aprobado por la Unión Astronómica Internacional en 1991.
Golubkina se caracteriza por paredes interiores en terrazas y un pico central, típico de los grandes cráteres de impacto en la Tierra, la Luna y Marte. Las paredes internas en terrazas se forman en las últimas etapas de la formación de un cráter de impacto, debido al colapso de la cavidad inicial formada por el impacto del meteorito. El pico central se forma debido al rebote del suelo interior del cráter.
La suavidad del suelo puede deberse al golpeteo de los flujos de lava volcánica en el suelo del cráter. La morfología áspera y en bloques del material eyectado del cráter y la pared afilada del cráter en terrazas sugieren que esta característica es relativamente joven.